# 指標星
指標星是一顆相對較明亮，容易發現的恆星，常被用來指引方向，特別是北極星，它在20世紀和21世紀與北極點的角距離不會超過1度 (由於地球自轉軸緩慢的進動，這不是一種長期的關係)。在英文，Lodestar這個字目前被認為是陳舊而很少被使用。
lode這個字在語源學上是源自動詞to lead–指標星是導航用的指標，通常就像指南針使用的天然磁石。指標星的北極星是現代地圖學和羅盤上的使用被定義為基本方向。
天然磁石可以大概的指示出北方的方向，特別是在看不見恆星的時候更為方便。但由於不均勻的磁偏差，天然磁石明顯的沒有指標星來的準確。
一個比喻的意義，"指標星"可能意味著任何的事物，像是輔助線、靈感，或是像下面的例子。
在法律的範圍，"指標星法"是一種計算律師收費的方法，即一個審判庭律師的合理收費應該是每小時的收費率乘上律師合理的花費時間。這個價格可以依據收益增值率，像是臨時的事故或是工作執行的品質，向上或向下調整，以獲得最後的費用。在指標星法之下，最大的加權是時間和所需勞務的乘積。
指標星存在於許多使用泛非顏色旗幟的非洲國家中，在這種情況下，它表示自由（非洲）的理想。